# Adelaida Avagyan
Adelaida Avagyan (Ադելաիդա Հովսեփի Ավագյան), (6 de abril de 1924 – 12 de mayo de 2000) fue una médica e investigadora armenia.

## Biografía
En 1962 se casó con Artavazd Dzvakerian, un ingeniero civil. Tuvieron una hija, Anna en 1963. Desde 1998 vivió en los Estados Unidos.
Finalizó, en 1941, como la mejor estudiante de la escuela secundaria Khachatur Abovian. En 1946, se graduó con magna cum laude con el título de médica del Instituto Médico Estatal de Ereván. Luego ingresó al Instituto de Higiene Nutricional en Moscú, URSS y más tarde, en 1969, se  convirtió en la directora del laboratorio de Nutrición e Higiene del Instituto de Ciencias de la Nutrición y Prevención de la Enfermedad Profesional de Ereván. En 1976, defendió su tesis doctoral, resultado de 20 años de investigación en el campo biomédico. En el transcurso de su carrera de investigación médica, actuó como asesora de jóvenes científicos y sus proyectos de investigación mientras preparaba y publicaba más de 100 de sus propios artículos de investigación en varias revistas internacionales diferentes. También era entrevistada en programas de radio y televisión para educar al público en general sobre los peligros de la desnutrición y la prevención del botulismo en el enlatado casero. Hasta 1994 fue la directora del laboratorio de Nutrición e Higiene del Instituto de Ciencias de la Nutrición y Prevención de la Enfermedad Profesional de Ereván.
Avagyan es autora de más de 120 trabajos científicos. Sus escritos se relacionan con la evaluación higiénica y eficiente de alimentos de los productos cárnicos. Investigó el selenio y la vitamina A como agente protector en el envenenamiento crónico con cloropreno y los productos químicos nocivos en el suelo debido a la contaminación atmosférica del aire.
Falleció de cáncer en 2000 y  esta enterrada en el Williamsburg Memorial Park en Williamsburg, Virginia, Estados Unidos.